# Úglitx
Úglitx -Углич (rus)- és una ciutat de Rússia a l'óblast de Iaroslavl. Es troba sobre el riu Volga, a 92 km (106 km per carretera) al nord-oest de Iaroslavl.
Úglitx és part de l'Anell d'Or de Rússia, format per diverses ciutats al voltant de Moscou. Té moltes obres arquitectòniques notables.

## Història
La primera menció escrita n'és de 1148, com a Úglitxe Pole, o 'camp de la cantonada', en referència al revolt del riu Volga on es troba la ciutat.
Úglitx va ser la seu d'un petit principat de 1218 a 1328, quan passaren al principat de Moscou. Com a ciutat fronterera de Moscòvia, diverses vegades hi van calar foc les tropes lituanes, tàrtares i el gran príncep de Tver.
El gran duc Ivan III de Moscou atorgà la ciutat al seu germà Andrei Bolxoi el 1462. Durant el govern d'aquest es van construir els primers edificis de pedra, com la catedral (reconstruïda el 1713), el monestir de la Intercessió (destruït pels bolxevics) i el palau de maó vermell del príncep (acabat el 1481 i encara dempeus).

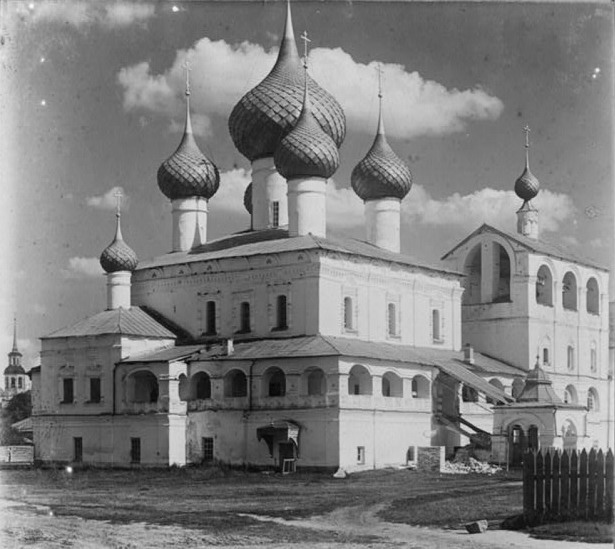
Monestir de la Resurrecció

Durant el regnat d'Ivan el Terrible la ciutat passà al seu germà, Iuri. Els habitants de la ciutat van ajudar el tsar a capturar Kazan, mitjançant la construcció d'una fortalesa de fusta que fou transportada cap al sud pel riu Volga. El 1591 hi morí el tsarevitx, encara un infant, Dmitri Ivànovitx, en circumstàncies dubtoses; segons alguns morí d'epilèpsia i segons uns altres la seva mort va ser responsabilitat de Borís Godunov. Després d'aquesta mort canvià la dinastia russa, que després d'uns anys turbulents passà a la dinastia Romànov, els quals promogueren la canonització del tsarevitx i feren d'Úglitx un lloc de pelegrinatge, amb l'edificació d'una església (Sant Demetri de la Sang), allà on morí. La imatge del tsarevitx amb un ganivet a la mà passà a ser l'emblema de la ciutat.
A la ciutat hi havia una fàbrica de rellotges (els famosos rellotges Txaika); hi ha una fàbrica de cable de fibra òptica (de l'empresa francesa Nexans), una central hidroelèctrica i una estació de tren.

## Galeria d'imatges

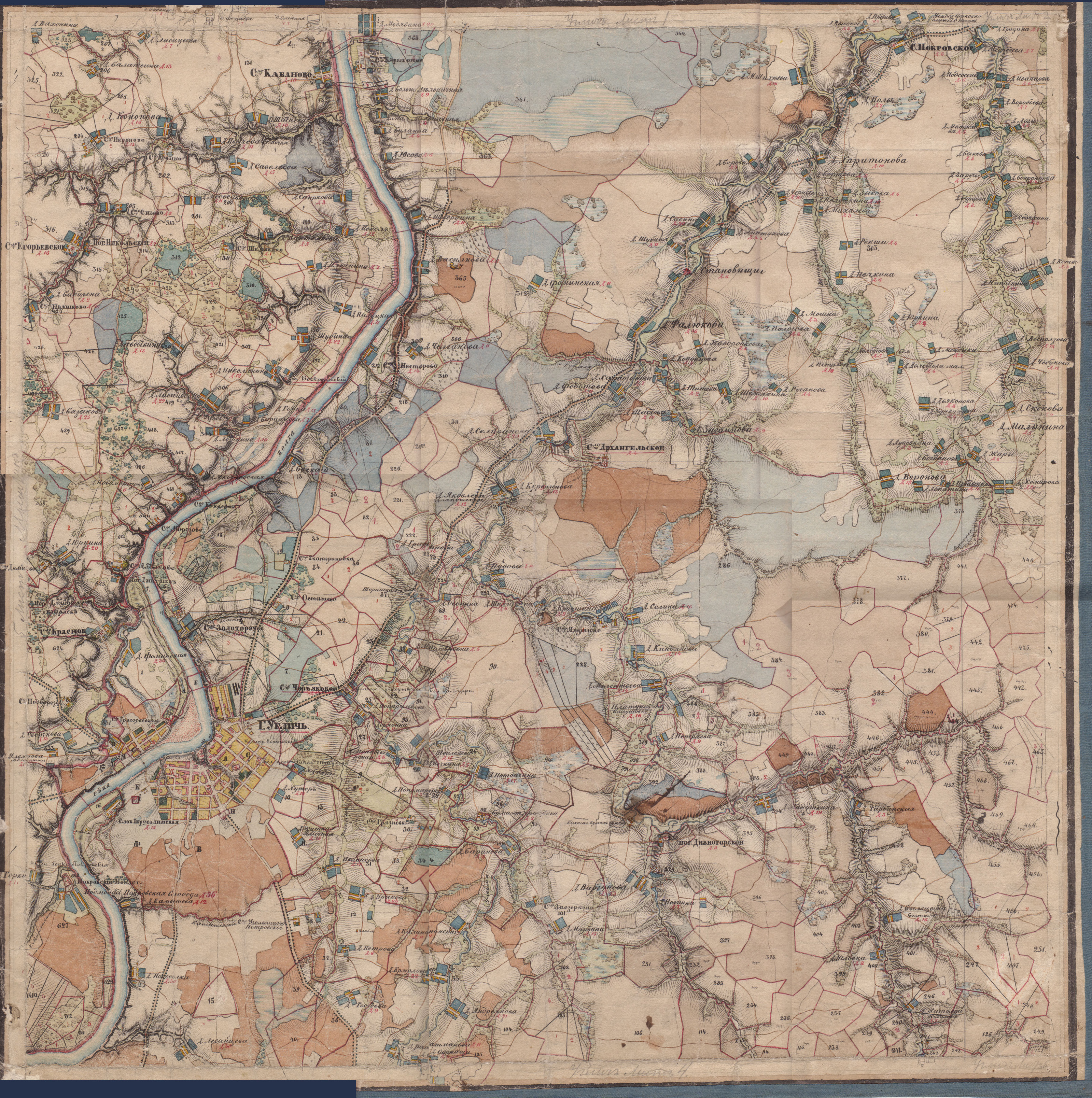
Mapa d'Úglitx i la rodalia el 1858
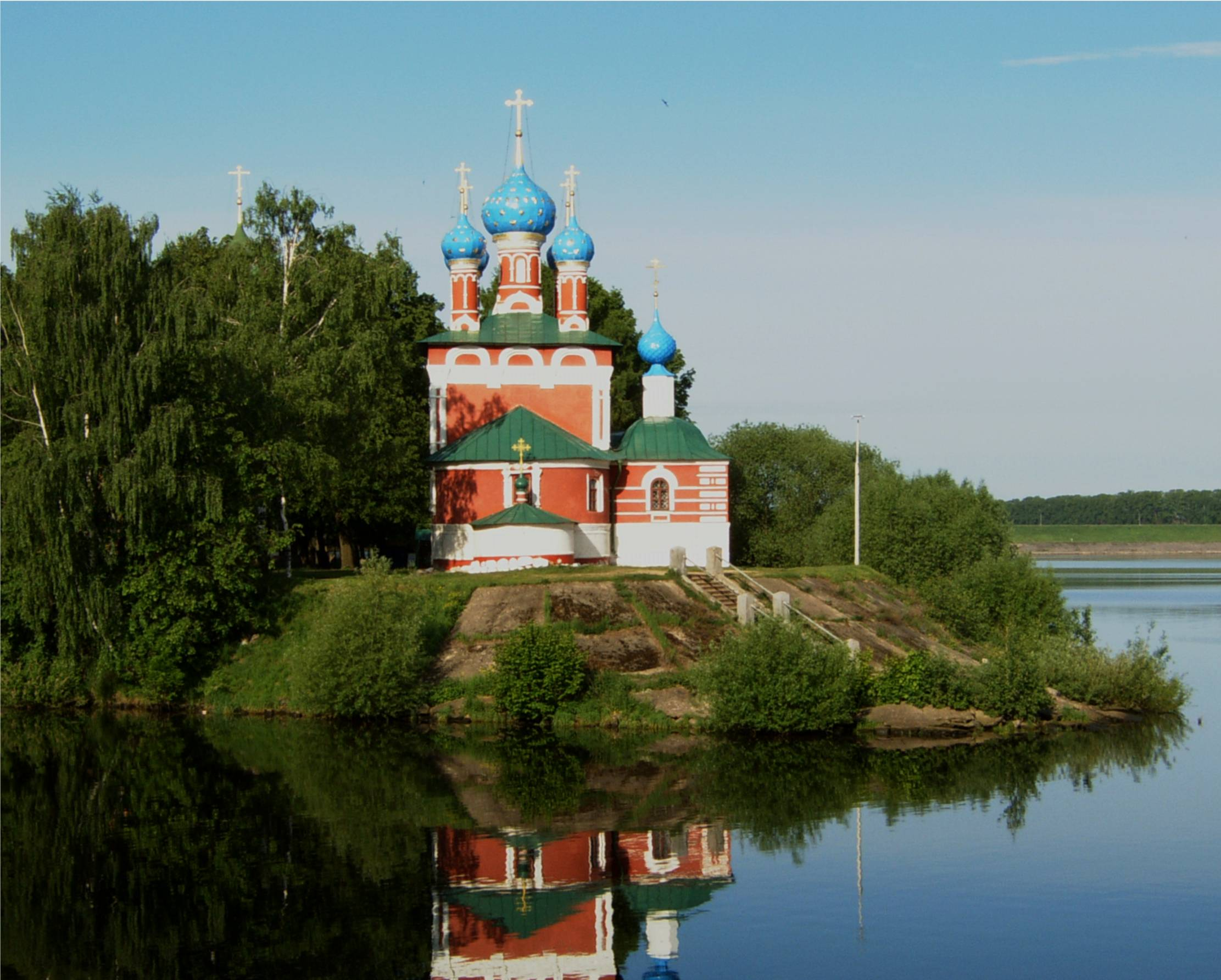
Església de Sant Demetri de la Sang
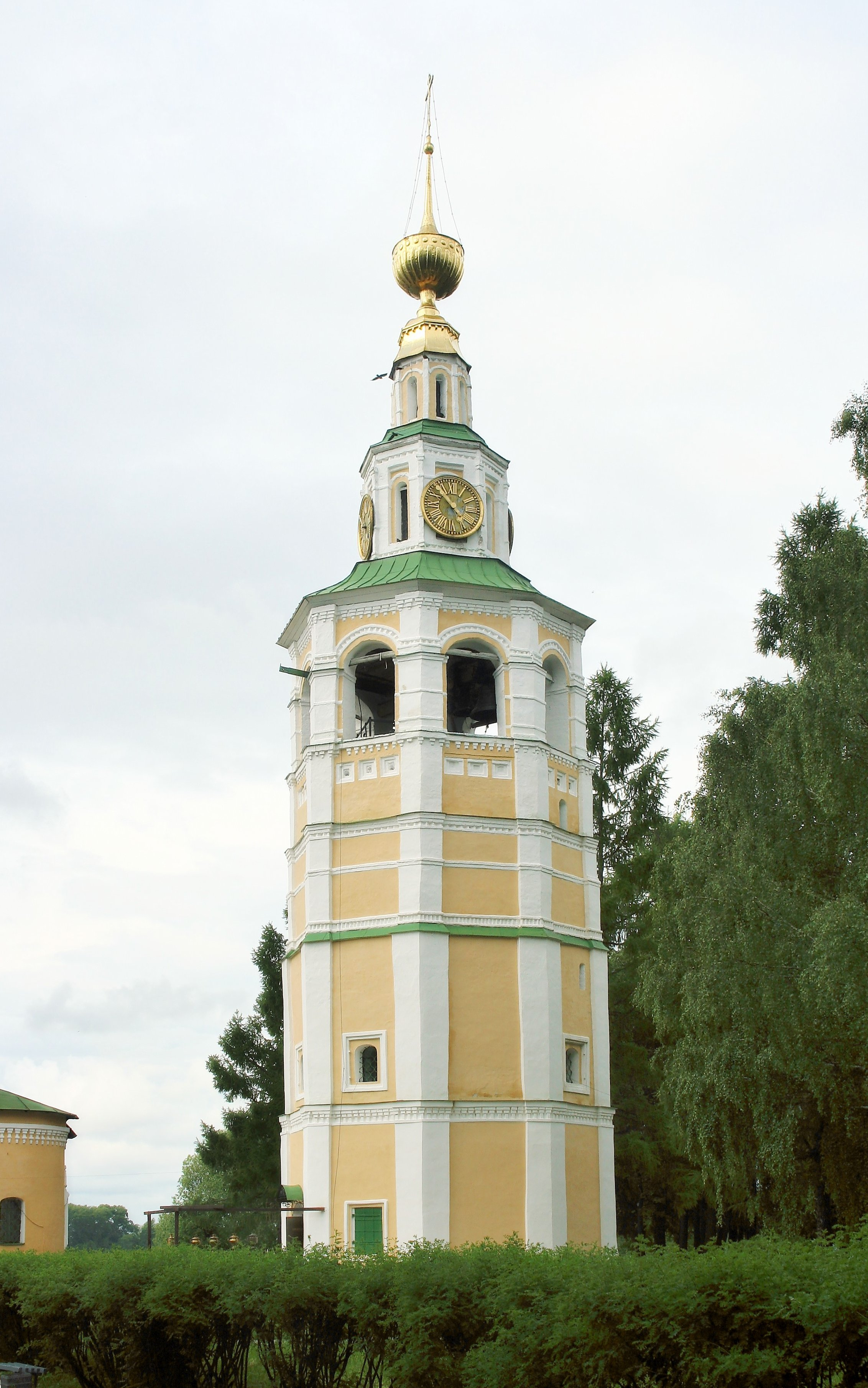
Campanar de la catedral
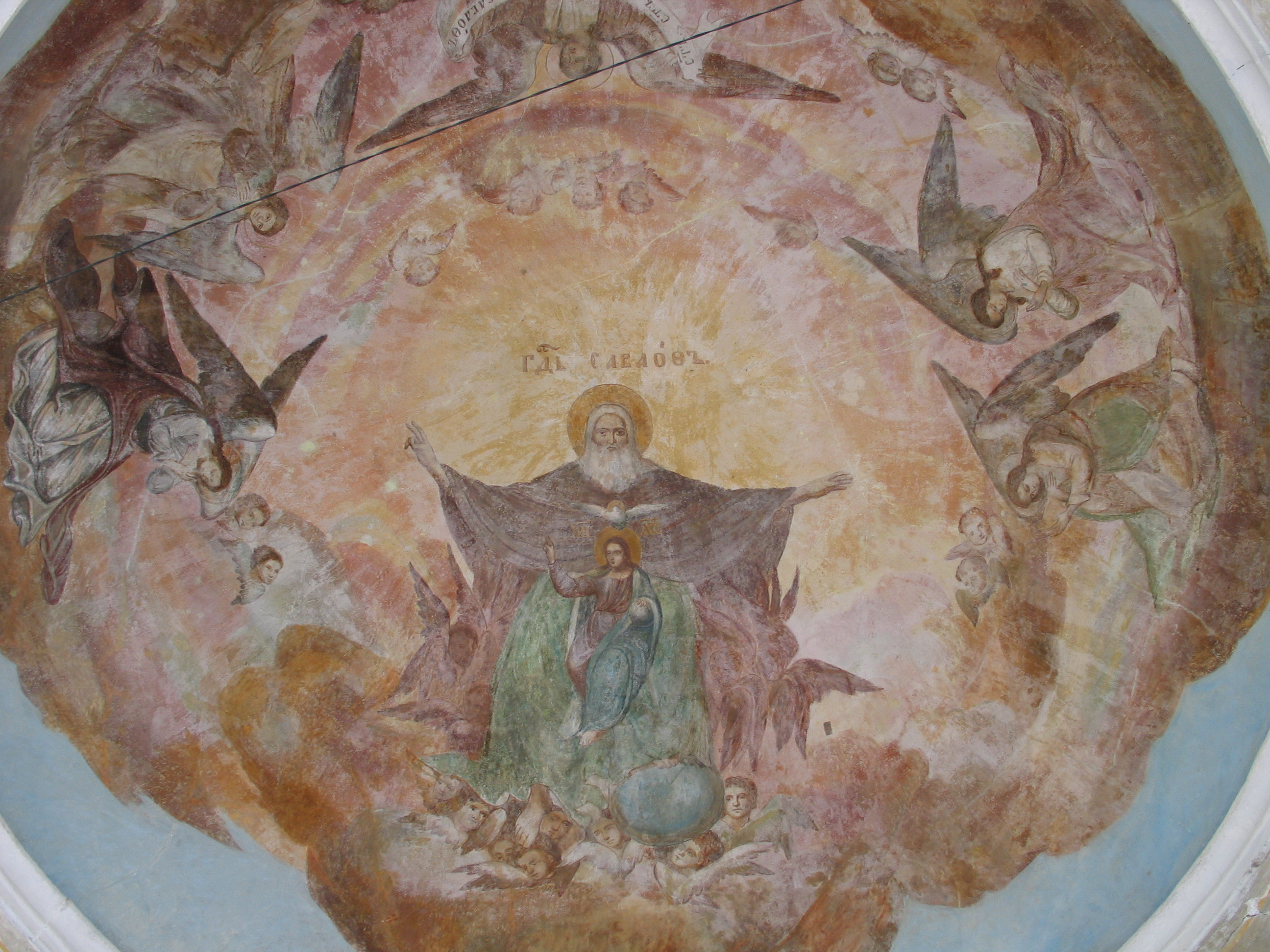
Fresc dins la catedral
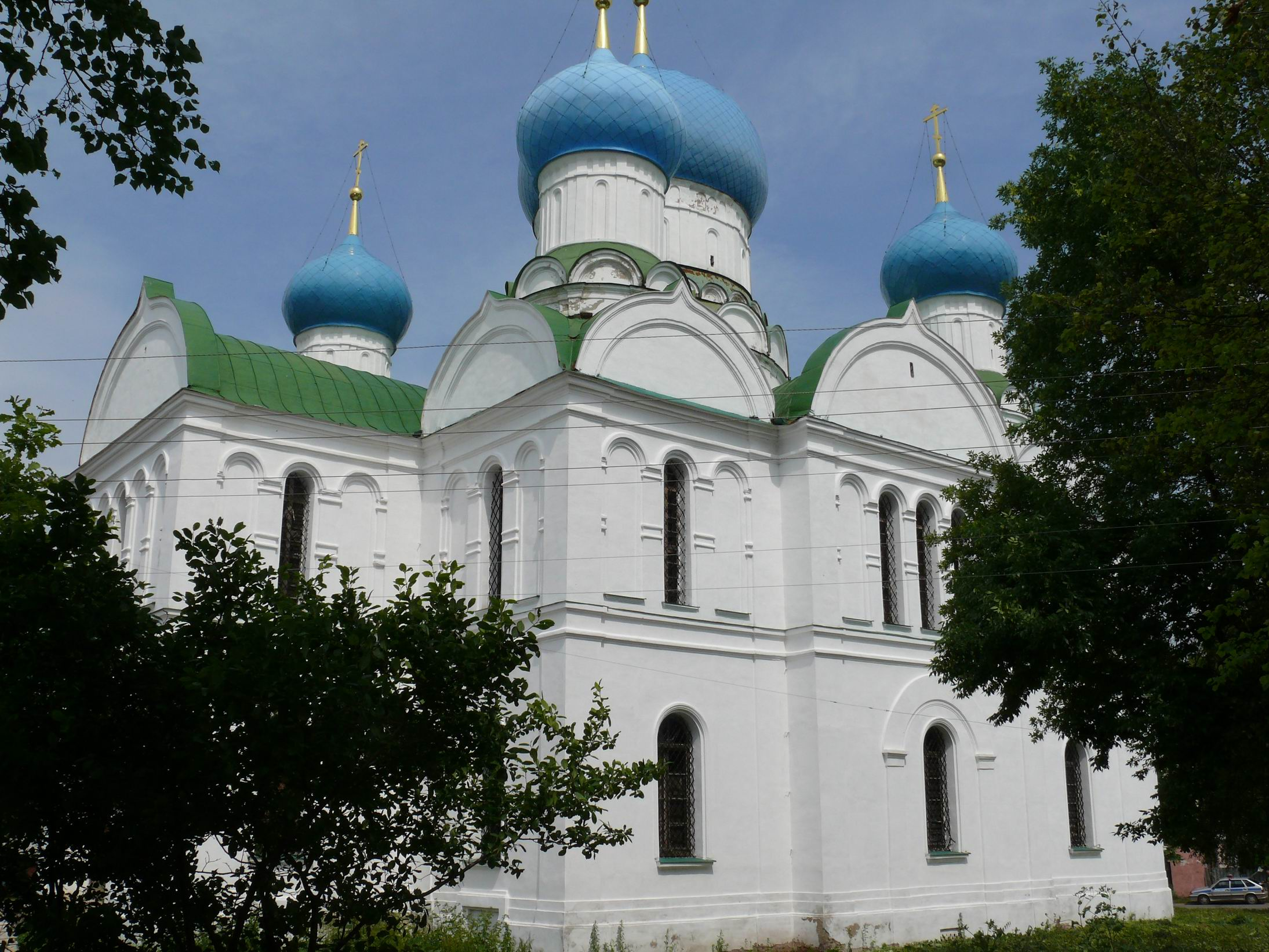
Catedral de la Teofania
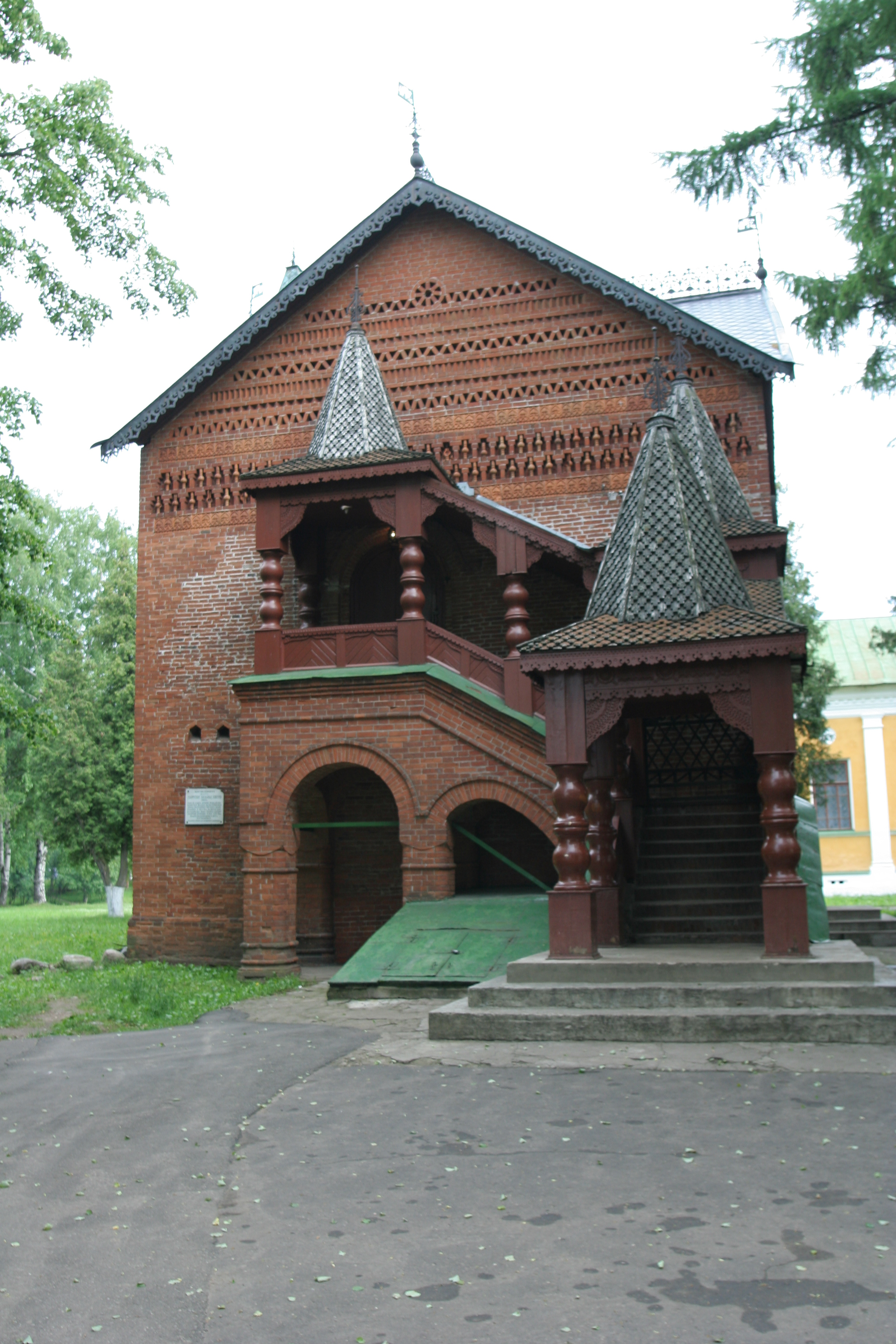
La casa de Dmitri
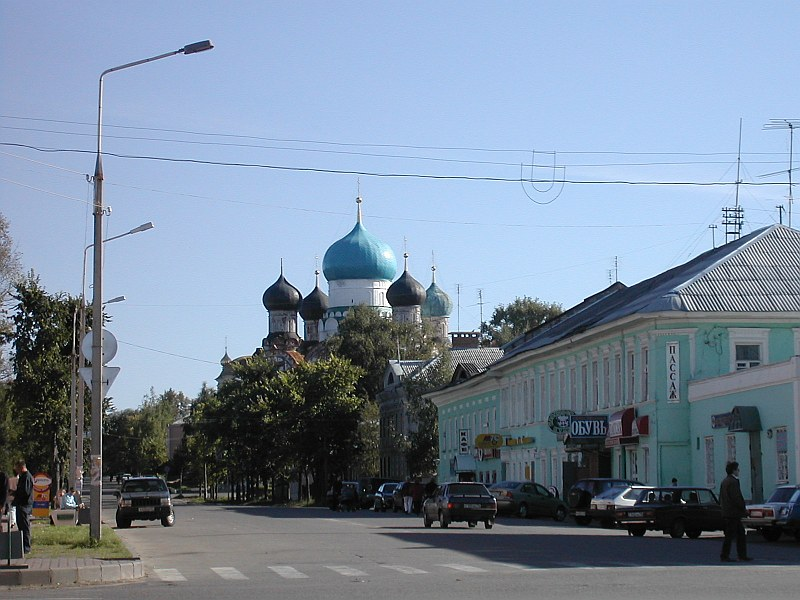
Església Bogoiavlènskaia
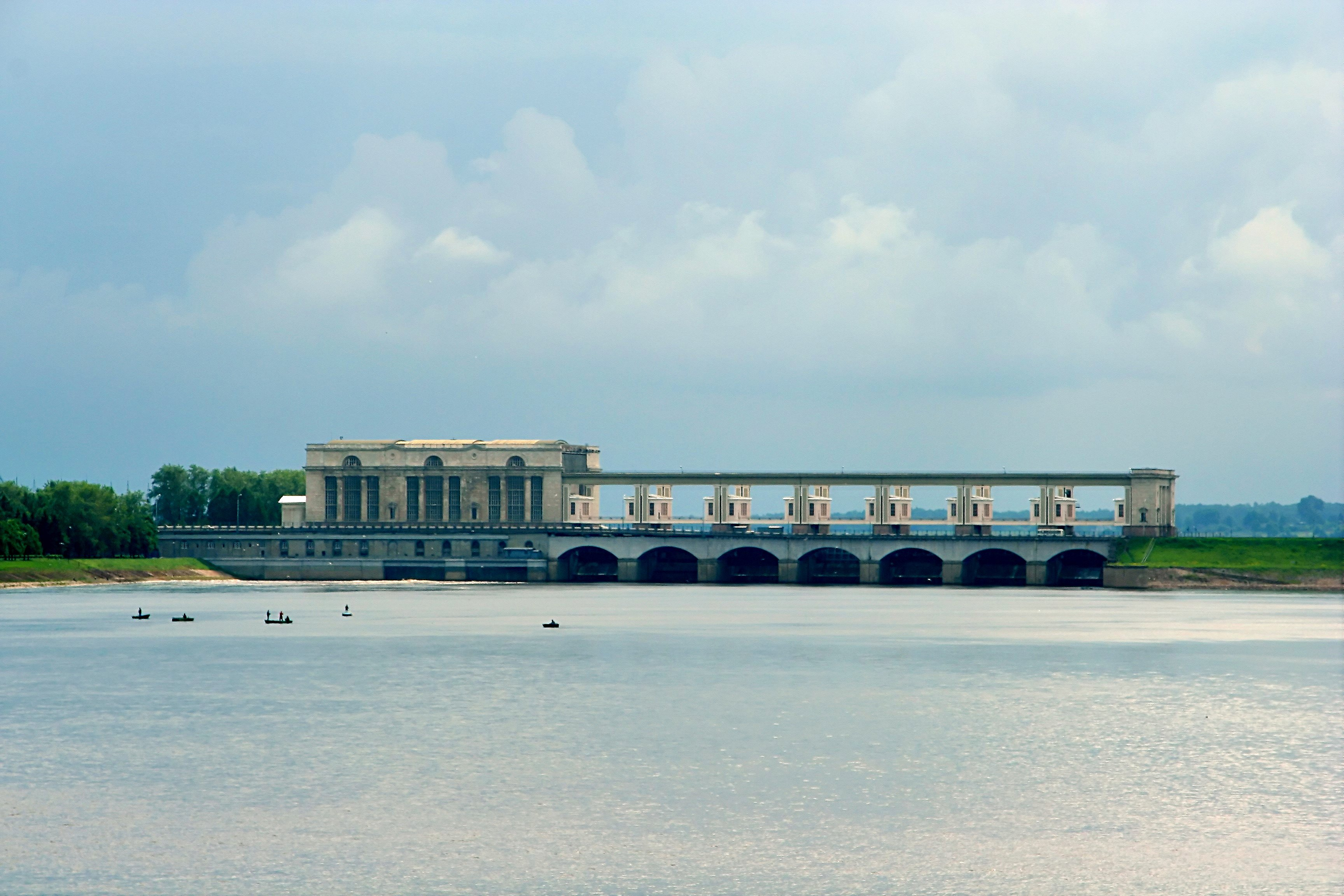
Central hidroelèctrica d'Úglitx sobre el Volga